# Берат (місто)
Бера́т (алб. Berati) — місто на півдні Албанії. Центр великого сільськогосподарського району. Харчова промисловість (особливо виробництво оливкової олії). Вузол шосейних шляхів. Історичний центр міста 2005 року був занесений до Каталогу Світової Спадщини ЮНЕСКО.

## Географія
Берат розташований на правому березі, в родючій долині, річки Осумі. 
Старий центр міста складається з трьох частин: Калая (на замковій горі), Мангалем (біля підніжжя замкової гори) і Горіца (на лівому березі Осуму).

### Клімат
Берат має середземноморський клімат. Літо характеризується як спекотне та сухе з максимальною середньою температурою 28,2 °C у липні. Навпаки, зима приносить м’яку та вологу погоду із середньою температурою 7,2 °C у січні.

## Історія

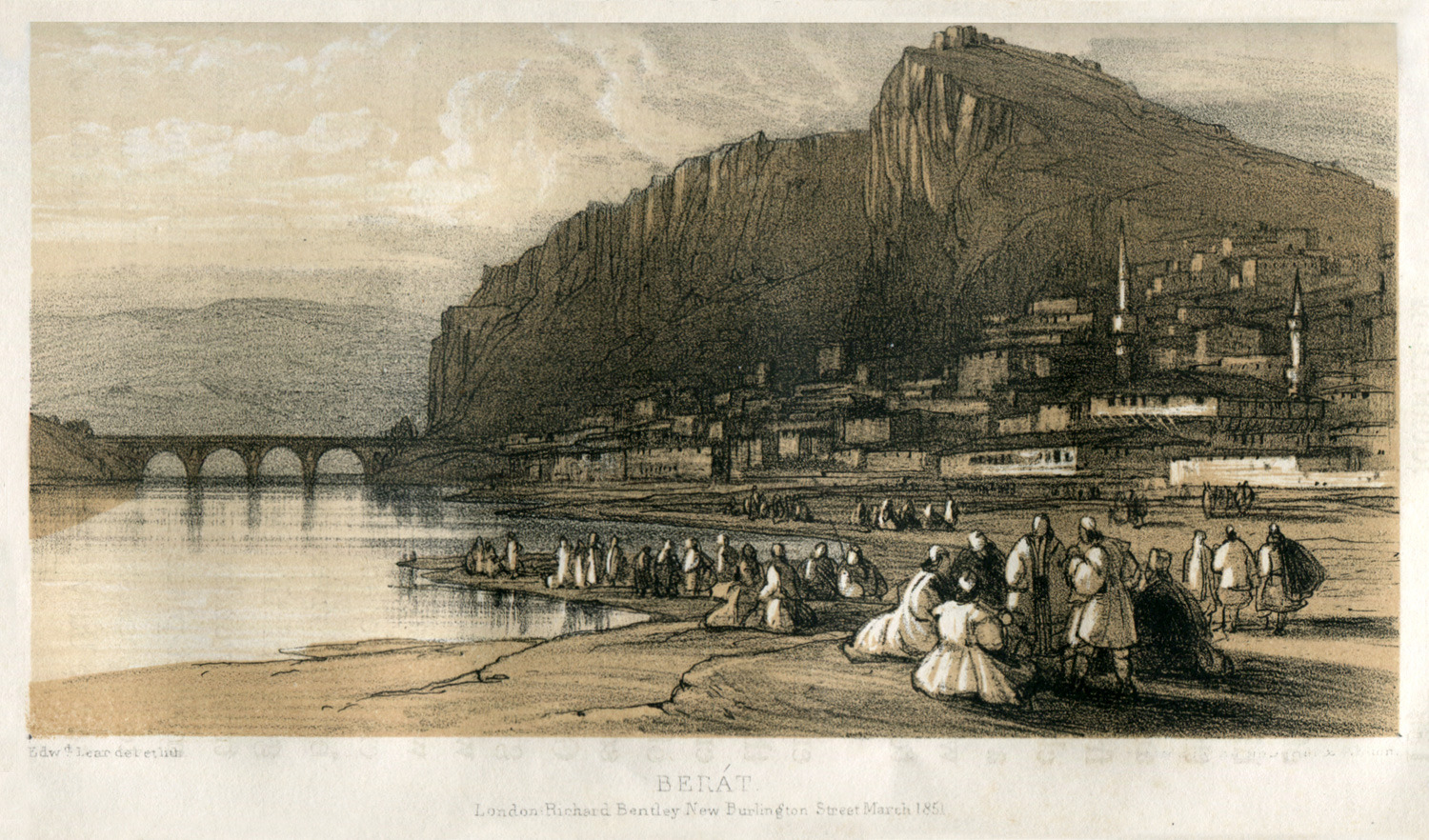
Берат, 1851 рік

Міське поселення біля сучасного Берату існувало з IV століття до нашої ери.
Від II століття до нашої ери — у складі Римської імперії, а згодом — Візантійській імперії. У візантійський період місто було відоме як Пульхеріополіс (грец. Πουλχεριοπολις), тоді ж існувала єпархія Пульхеріополіса.
У IX столітті болгарський цар Симеон I захопив місто і привласнив йому ім'я Белиград (букв. Біле місто), від якого походить сучасна назва міста. Берат перебував у складі Болгарського царства до XI століття, пізніше входив до Епірського деспотату. У XIII столітті місто знову перебувало складі Візантійської імперії. 1345 року увійшов до складу Сербського королівства епохи Стефана Душана.
У XV столітті місто Берат стає столицею князівства Музаки, у 1432–1444 pоках столицею князівства Аріаніті.
Завойоване османами в 1431 року. У 1450 включений до складу Османської імперії та знаходилось там до 1912 року.
У XVII–XVIII століттях — центр православної Белиградської митрополії.

## Населення
2003 року населення становило 45 500 жителів.

## Пам'ятки

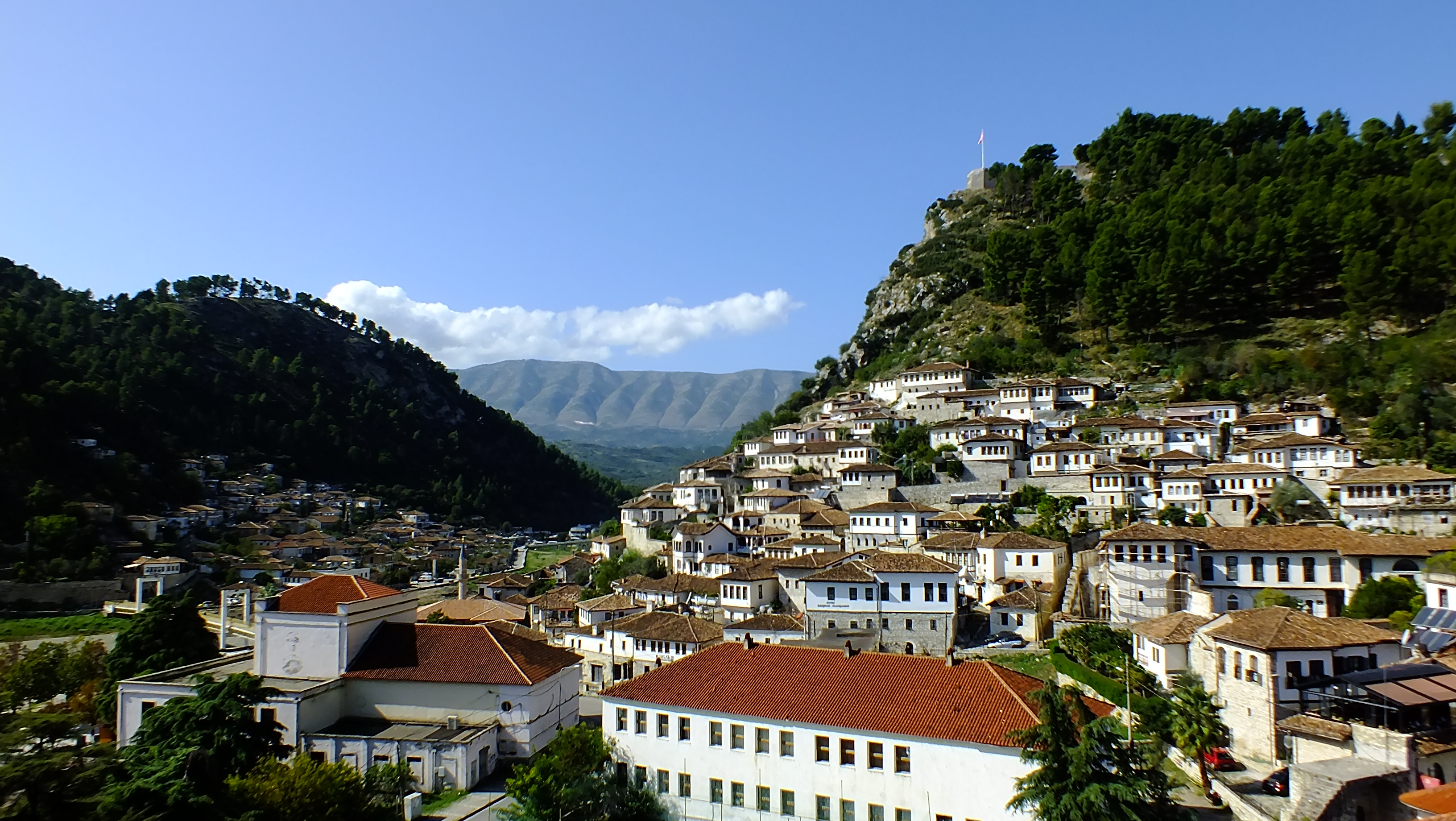
Старе місто Берат

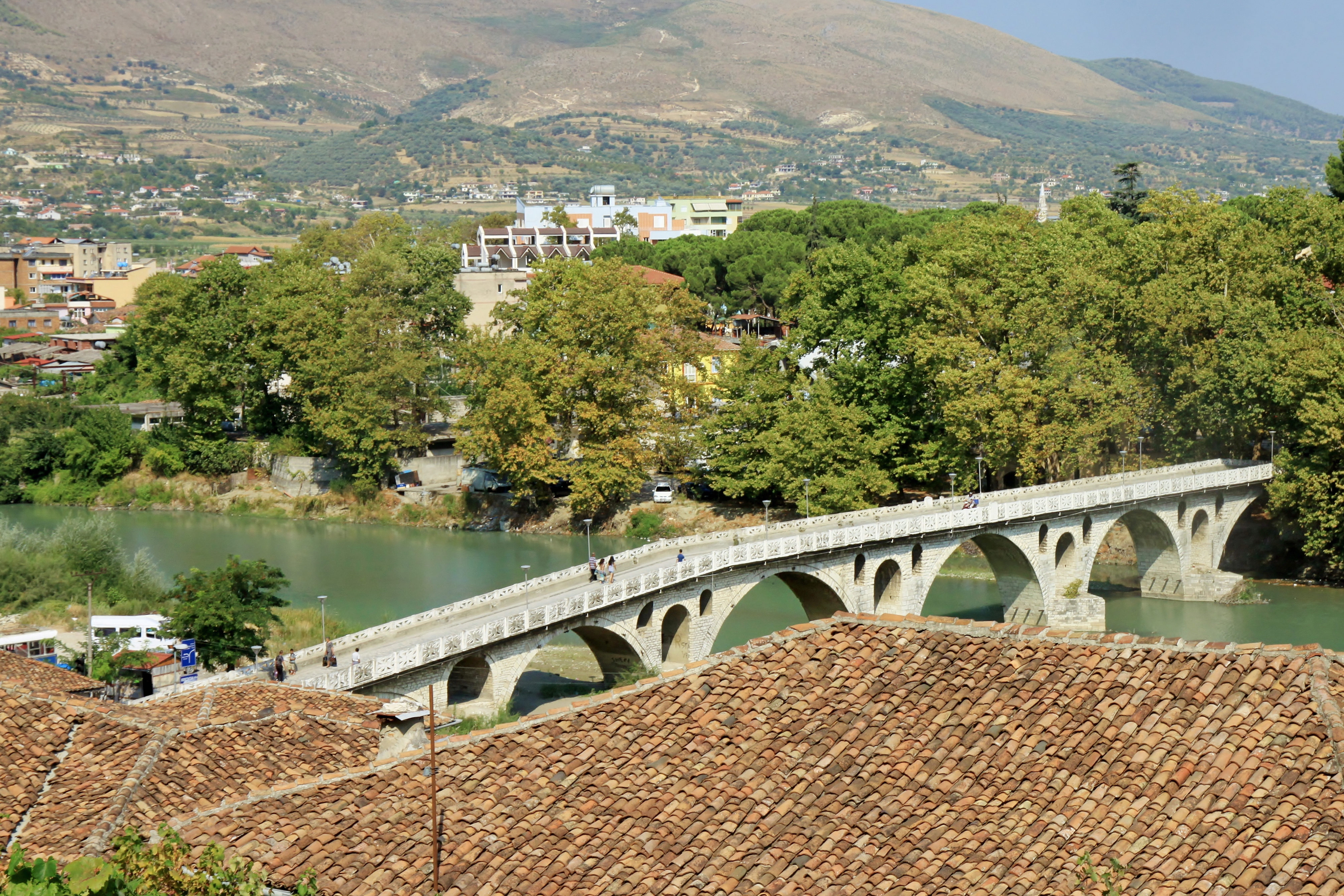
Міст «Гориця»

На скелястому пагорбі поряд із містом розташована середньовічна фортеця, зведення якої датується XIII століттям. Також місті є такі пам'ятки:
- Музей етнографії.
- Кафедральний собор Дмитра Солунського.
- Музей іконопису Онуфрі.
- Галерея "Едвард Лір".
- Церква Святої Марії Влахернської (XIII століття).
- Церква Святого Михаїла (XVI століття).
- Церква Святої Трійці (XIV століття).
- Церква Євангелістів (XVI століття).
- Собор Святої Богоматері (1787).
- Свинцева мечеть (1555).
- Королівська мечеть (1512).
- Міст «Гориця» на річці Осумі (1780).

## Спорт
Місто має футбольний клуб — «Томорі» Берат.

## Відомі особистості
В поселенні народився:
- Козма Душі (нар. 1955) — албанський співак.
- Мирто Узуні (нар. 31 травня 1995) — албанський футболіст.
- Омер-паша Вріоні (1839 — 1928) — албанський політик.
- Христофор Кіссі (1880-х — 17 червня 1958) — єпископ Албанської православної церкви, архієпископ Тірани і всієї Албанії.
- Іліас Вріоні (1882—1932) — албанський політик і землевласник.
- Омер-паша Вріоні — провідний османський албанський діяч у Грецькій війні за незалежність. Родом зі села Вріоні поблизу Берата.

## Міста-побратими
Берат побратим з такими поселеннями:
- Амасья, Туреччина
- Берат, Франція[5]
- Фермо, Італія[6]
- Карміель, Ізраїль[7]
- Ловеч, Болгарія[8]
- Плоєшті, Румунія[9]
- Прізрен, Косово
- Ульцинь, Чорногорія[10]

## Світлини

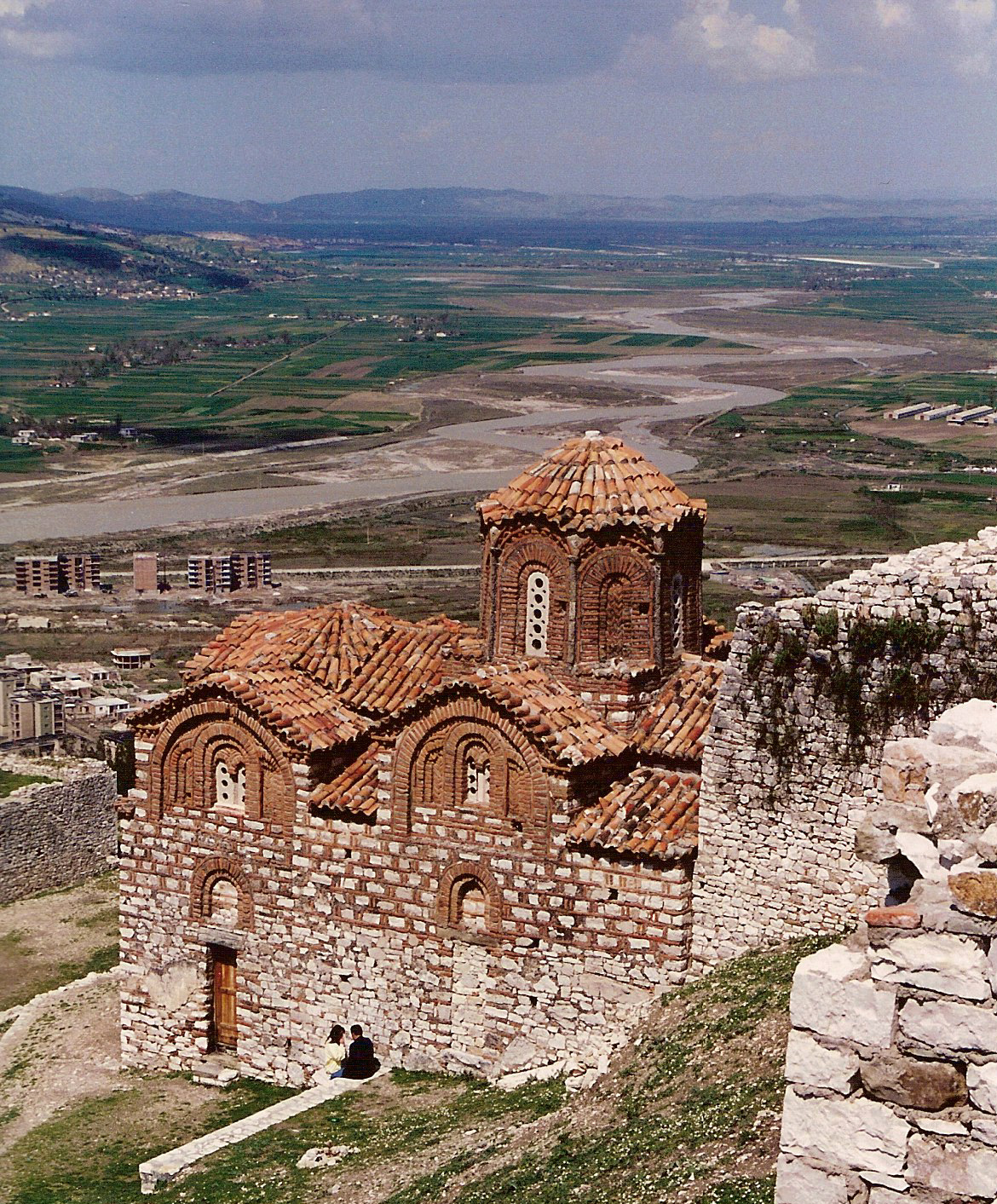
Собор Святої Трійці
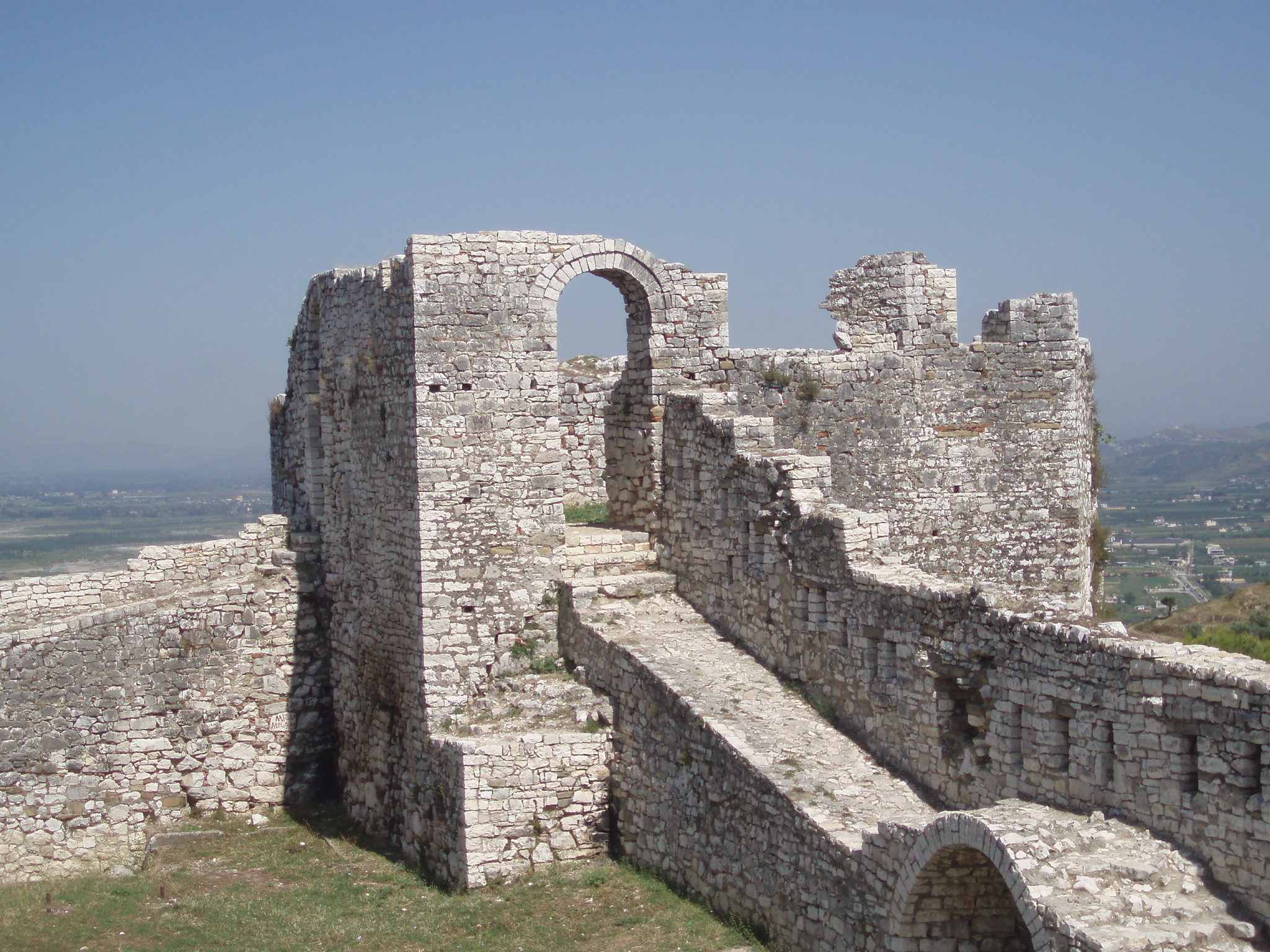
У фортеці Берат
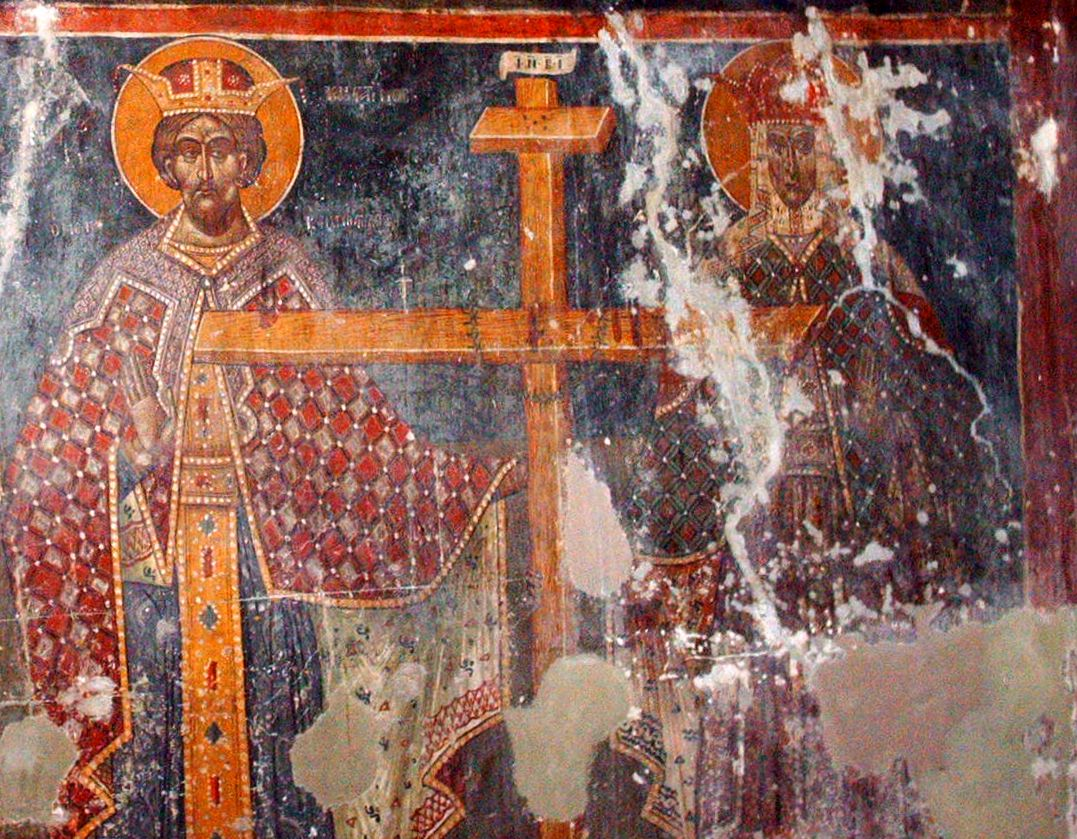
Ікона в церкві
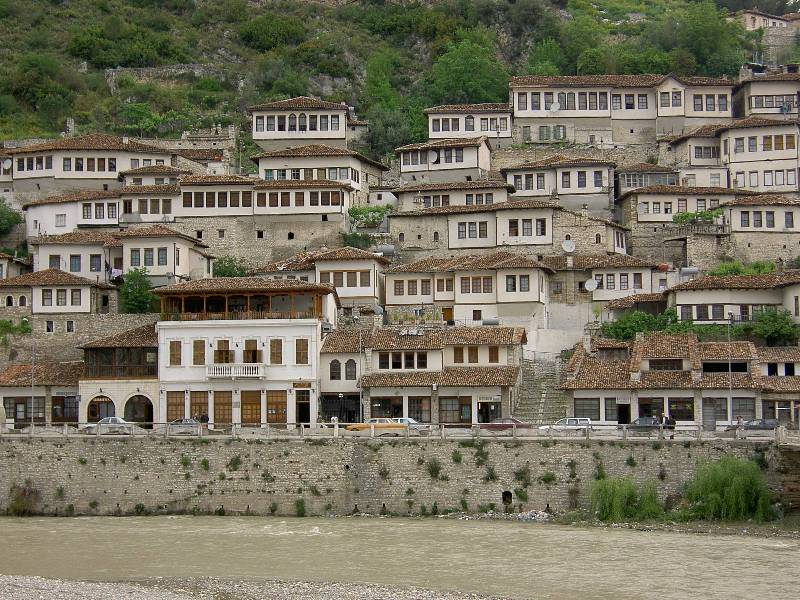
Берат
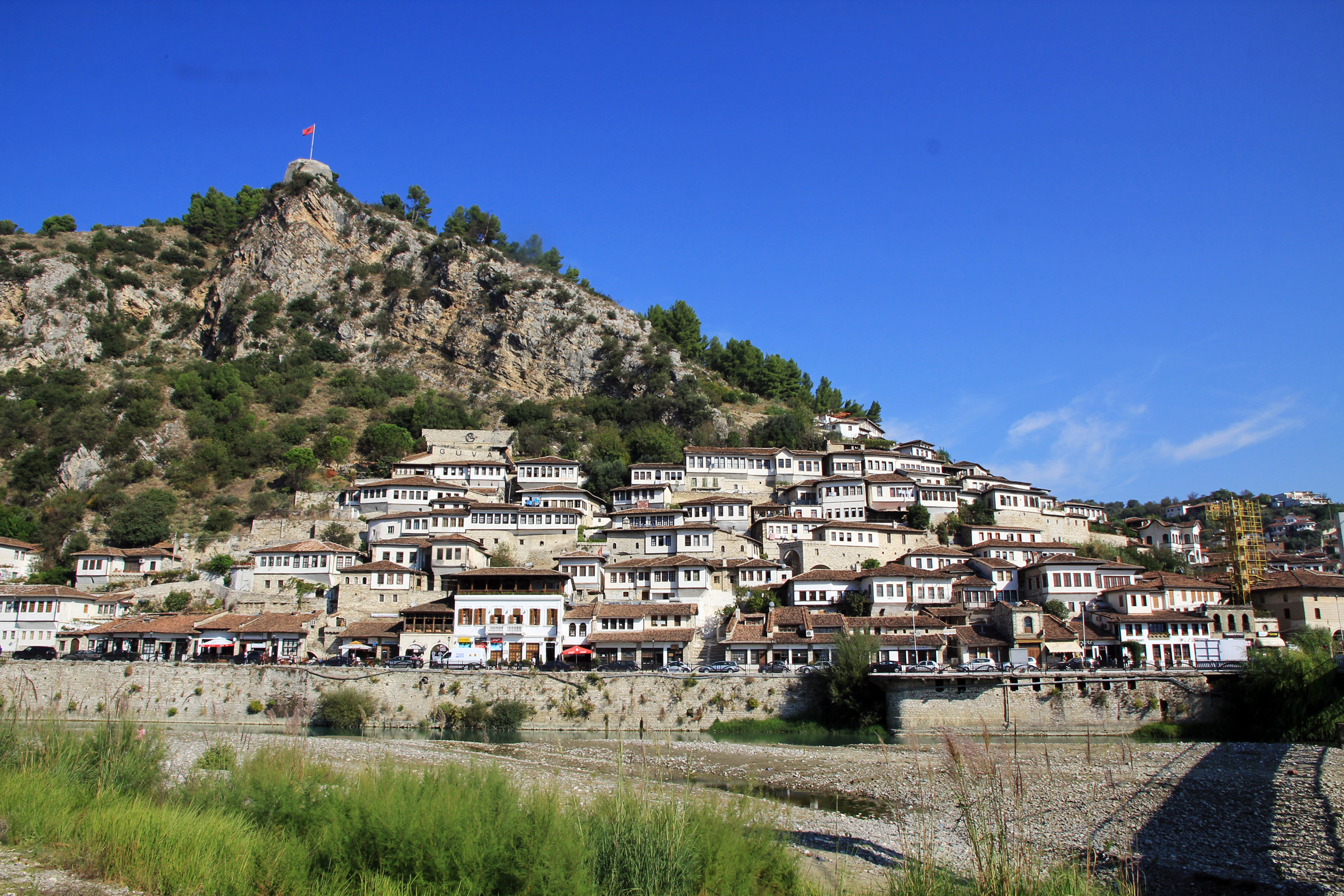
Вигляд на Берат
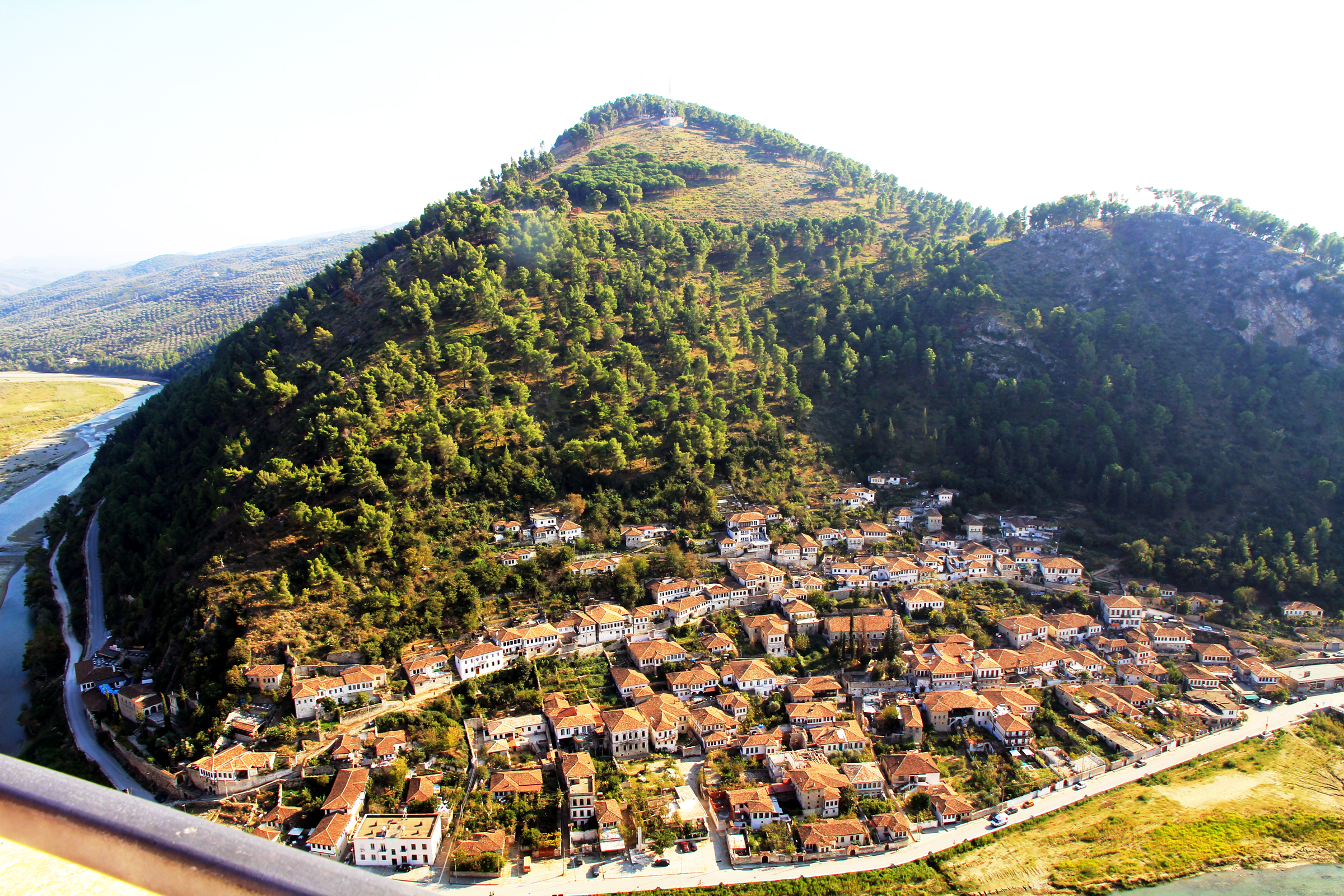
Вигляд на місто